# Aptychella borii
Aptychella borii är en bladmossart som beskrevs av Hugh Neville Dixon 1937. Aptychella borii ingår i släktet Aptychella och familjen Sematophyllaceae. Inga underarter finns listade i Catalogue of Life.